# Думитреску, Константин (боксёр)
Константи́н Думитре́ску (рум. Constantin Dumitrescu; 14 марта 1931, Бухарест) — румынский боксёр полусредней весовой категории, выступал за сборную Румынии в середине 1950-х годов. Бронзовый призёр летних Олимпийских игр в Мельбурне, участник многих международных турниров и матчевых встреч.

## Биография
Константин Думитреску родился 14 марта 1931 года в Бухаресте. На международном уровне дебютировал в 1952 году, когда, находясь в лёгком весе, поучаствовал в матчевых встречах против сборных Болгарии, ГДР, Польши, Чехословакии и СССР. В 1955 году поднялся в полусреднюю весовую категорию и съездил на чемпионат Европы в Западный Берлин, где дошёл до стадии четвертьфиналов, проиграв по очкам венгру Палу Будаю, который в итоге стал серебряным призёром первенства.
Благодаря череде удачных выступлений Думитреску удостоился права защищать честь страны на летних Олимпийских играх 1956 года в Мельбурне — сумел дойти здесь до стадии полуфиналов, после чего по очкам проиграл итальянцу Франко Ненчи. Получив бронзовую олимпийскую медаль, ещё в течение некоторого времени продолжал выходить на ринг в составе национальной сборной, принимая участие в крупнейших международных турнирах. Завершил карьеру спортсмена в 1957 году.